# Vega de Espinareda
Vega de Espinareda (A Veiga de Espiñareda em galego) é um município da Espanha na província de León, comunidade autónoma de Castela e Leão, de área 132,08 km² com população de 2560 habitantes (2007) e densidade populacional de 20,48 hab/km².

## Demografia
| Variação demográfica do município entre 1991 e 2004 | Variação demográfica do município entre 1991 e 2004 | Variação demográfica do município entre 1991 e 2004 | Variação demográfica do município entre 1991 e 2004 |
| --------------------------------------------------- | --------------------------------------------------- | --------------------------------------------------- | --------------------------------------------------- |
| 1991                                                | 1996                                                | 2001                                                | 2004                                                |
| 3192                                                | 3123                                                | 2837                                                | 2705                                                |